# Jánosi Marcell
Jánosi Marcell (Budapest, 1931. december 5. – 2011. július) gépészmérnök, konstruktőr. A mikroflopi feltalálója. Az MCD típusú hajlékonylemezt a Budapesti Rádiótechnikai Gyárban (BRG) fejlesztette ki. A BRG-nél és korábbi munkahelyein feltalálta az automatikus hidraulikus fröccsöntőgépet, és részt vett az első modern, háromsebességes orsós magnó, a Calypso megtervezésében, dolgozott az adattárolásra is alkalmas magnetofontechnikán is.

## Életpályája
1954-ben a Műegyetem Gépészmérnöki Karán nappali tagozaton végzett, ahol 1951-től az egyetem matematika tanszékén óraadó demonstrátorként esti tagozatos egyetemi hallgatókat oktatott. 1954-től a Telefongyár technológia fejlesztési osztályán dolgozott, 1955-ben a Kohó- és Gépipari Minisztériumban a Híradástechnikai Igazgatóságon csoportvezető mérnökként új technológiai eljárások célkitűzéseivel és bevezetésével foglalkozott. 1957-ben a Budapesti Rádiótechnikai Gyár (BRG) főtechnológusa lett. Közben különböző tervezéseket vállalt; felépített egy saját tervezésű automatákkal berendezett gyémánt fúrására szolgáló üzemet, ahol dróthúzáshoz alkalmazott gyémántokat készítettek 10-15 mikron furattal.
1960-ban a BRG-ben főkonstruktőr lett, ahol magnótechnikával kezdett foglalkozni. Első munkája a Calypso magnetofon volt. Tevékenysége során kb. 30-féle típust terveztek kb. 150 milliárd forint termelési értékben.[forrás?] 1965-ben fejezte be levelezőn a Marx Károly Közgazdaság-tudományi Egyetemet. 1975-ben Állami Díjat kapott.
1970-től számítástechnikával kezdett foglalkozni. Irányította a lyukszalagos gépek kiváltására az SLK-4 típusú kazettás adatrögzítő, az EC 9006-os kazetta-mágnesszalag konverter, a MCD típusú mikroflopi, ABC 80 típusú svéd PC-hez kazettás adattároló, MC 3810 típusú adattároló (Commodore, Sinclair, Atari, Acorn PC-khez) Fokgyem plotter gyártását. Mindezen számítástechnikai termékek összértéke kb. 3 milliárd Ft volt.[forrás?]
Alkotásai közül kiemelkedik az MCD típusú mikroflopi, a 3,0 hüvelykes, úgynevezett kazettás flopi. Jánosi Marcell szabadalmat nyújtott be egy új adattárolóra, az úgynevezett „kazettás lemezre”, vagy ahogy akkoriban nevezte, a „hajlékony merevlemezre”. A találmány nagyszerű volt: egy olyan merevlemezről volt ugyanis szó, amelyet ki lehetett venni a számítógépből, bárhová magával vihette a felhasználó, és természetesen más gépekbe is illeszthető volt. Amikor a szabadalmi idő lejárt, Jánosi nem hosszabbította meg azt. Ezért bárki felhasználhatta találmányát. Elsőként az amerikai IBM érdeklődött a flopi után, és később készítettek egy, a Jánosiénál nagyobbat, 8 hüvelykest. A japánok is kíváncsiak voltak rá, majd el is készítették a Jánosiéra leginkább hasonlító flopit.
A magyar hardveripar Rubik Ernőjének nevezett Jánosi Marcell a korát évtizedekkel megelőző, 3 hüvelykes flopilemezzel örökre beírta magát a számítógépes perifériák történelmébe.

## Díja
- A Magyar Népköztársaság Állami Díja II. fokozat (1975) – A magnetofontechnika hazai fejlesztésében végzett munkásságáért. Megosztott díj Hegyi Mihállyal, Kutassy Imrével, Machala Gáborral, Somlai Csabával és Zártos Alajossal.

## Emlékezete
- Jánosi Marcell köz Budapest III. kerületében (2017).[1] Jánosiról azért Óbudán neveztek el közterületet, mert munkahelye, a BRG is a kerületben, a Polgár utcában működött. A névadást a Neumann János Számítógép-tudományi Társaság kezdeményezte.[2]
- A 2015-ben megjelent Argo 2. című magyar filmvígjátékban említést tesznek Jánosi Marcellre, és a film cselekménye szerint az általa készített flopilemezt akarják ellopni a múzeumból.